# Monanchora dianchora
Monanchora dianchora är en svampdjursart som beskrevs av de Laubenfels 1935. Monanchora dianchora ingår i släktet Monanchora och familjen Crambeidae.
Artens utbredningsområde är havet kring Filippinerna. Inga underarter finns listade i Catalogue of Life.